# Петър Агов
Петър Иванов Агов е български политик и историк от Българската социалдемократическа партия.

## Биография
Роден е на 19 февруари 1943 година в град Неврокоп в семейство на бежанци от Егейска Македония, емигрирали в 1913 година в България. Дядо му Петър Агов е участник в македонското освободително движение.
Петър Агов завършва история и българска филология във Великотърновския университет с неговия първи випуск. Работи в Дирекцията за културно и историческо наследство във Велико Търново като музеен специалист. През 1990 година става учредител на клуба на СДС в Търново. Влиза в Българската социалдемократическа партия и става заместник-председател на партията. През 1998 година на 43-тия конгрес на партията е избран за неин председател на мястото на Петър Дертлиев.
От юли 2001 до юни 2005 година е депутат в XXXIX народно събрание от Хасково от листата на Коалиция за България. До май 2005 година е заместник-председател на парламентарната група на Коалиция за България. След това напуска и до края на мандата на парламента е независим депутат. Член е на Комисията по околната среда и водите, на Комисията по жалбите и петициите на гражданите и на Комисията за борба с корупцията.